# Viggósdóttir
Viggósdóttir ist ein weiblicher isländischer Name.

## Herkunft und Bedeutung
Der Name ist ein Patronym und bedeutet Viggós Tochter. Die männliche Entsprechung ist Viggósson (Viggós Sohn).

## Namensträgerinnen
- Glódís Perla Viggósdóttir (* 1995), isländische Fußballspielerin
- Jórunn Viggósdóttir (* 1957), isländische Skirennläuferin